# Mistrzostwa Ameryki Południowej w Piłce Siatkowej Kobiet 1958
III Mistrzostwa Ameryki Południowej w piłce siatkowej kobiet odbyły się w 1958 roku w Porto Alegre w Brazylii. W mistrzostwach wystartowało 5 reprezentacji. Mistrzem została po raz trzeci reprezentacja Brazylii.

## Klasyfikacja końcowa
| Miejsce | Reprezentacja |
| ------- | ------------- |
|         | Brazylia      |
|         | Urugwaj       |
|         | Peru          |
| 4.      | Paragwaj      |
| 5.      | Argentyna     |